# 1251
Il 1251 (MCCLI in numeri romani) è un anno  del XIII secolo.

## Eventi
La Beata Vergine sarebbe apparsa ad un frate sul Monte Carmelo in Palestina.

## Nati
- 7 aprile - George de Cantilupe, nobile inglese († 1273)
- 5 giugno - Hōjō Tokimune, militare giapponese († 1284)
- 29 giugno - Pietro I d'Alençon, nobile francese († 1284)
- 2 settembre - Francesco Venimbeni, presbitero italiano († 1322)
- Alice di Borgogna-Auxerre, nobile francese († 1290)
- Giacomo III Oldofredi, politico italiano († 1325)

## Morti
- 9 febbraio - Mattia II di Lorena, duca francese
- 22 febbraio - William II de Cantilupe, nobile inglese
- 27 febbraio - Tommaso I d'Aquino, politico e generale italiano
- 6 marzo - Rosa da Viterbo, religiosa e santa italiana (n. 1233)
- 19 marzo - Andrea Gallerani, religioso italiano
- 31 marzo - Guglielmo di Modena, cardinale, vescovo cattolico e diplomatico italiano
- 23 maggio - Bertoldo di Andechs-Merania, patriarca cattolico tedesco (n. 1180)
- 6 giugno - Guglielmo III di Dampierre, conte (n. 1224)
- 5 luglio - Maria di Lusignano, contessa (n. 1215)
- 12 ottobre - Iolanda d'Ungheria, regina
- Alice di Vergy, nobile francese (n. 1182)
- Guglielmo Contardi, vescovo cattolico italiano
- Rinaldo d'Este, nobile italiano (n. 1230)
- Godan Khan, condottiero mongolo (n. 1206)
- Isobel di Huntingdon, nobile scozzese (n. 1199)
- Petronilla di Bigorre, nobile francese
- Nicola Porta, patriarca cattolico italiano
- Taddeo I da Montefeltro, condottiero italiano (n. 1180)
- Adelaide da Romano, nobildonna italiana
- Fujiwara no Takasuke, poeta giapponese
- Fujiwara no Toshinari no Musume, poetessa giapponese (n. 1171)
- Alam al-Din al-Hanafi, matematico, astronomo e ingegnere arabo (n. 1178)

## Calendario
| Calendario 1251 | Calendario 1251 | Calendario 1251 | Calendario 1251 | Calendario 1251 | Calendario 1251 | Calendario 1251 | Calendario 1251 | Calendario 1251 | Calendario 1251 | Calendario 1251 | Calendario 1251 | Calendario 1251 | Calendario 1251 | Calendario 1251 | Calendario 1251 | Calendario 1251 | Calendario 1251 | Calendario 1251 | Calendario 1251 | Calendario 1251 | Calendario 1251 | Calendario 1251 | Calendario 1251 | Calendario 1251 | Calendario 1251 | Calendario 1251 | Calendario 1251 | Calendario 1251 | Calendario 1251 | Calendario 1251 | Calendario 1251 | Calendario 1251 |
| --------------- | --------------- | --------------- | --------------- | --------------- | --------------- | --------------- | --------------- | --------------- | --------------- | --------------- | --------------- | --------------- | --------------- | --------------- | --------------- | --------------- | --------------- | --------------- | --------------- | --------------- | --------------- | --------------- | --------------- | --------------- | --------------- | --------------- | --------------- | --------------- | --------------- | --------------- | --------------- | --------------- |
|                 | 1               | 2               | 3               | 4               | 5               | 6               | 7               | 8               | 9               | 10              | 11              | 12              | 13              | 14              | 15              | 16              | 17              | 18              | 19              | 20              | 21              | 22              | 23              | 24              | 25              | 26              | 27              | 28              | 29              | 30              | 31              |                 |
| Gennaio         | Do              | Lu              | Ma              | Me              | Gi              | Ve              | Sa              | Do              | Lu              | Ma              | Me              | Gi              | Ve              | Sa              | Do              | Lu              | Ma              | Me              | Gi              | Ve              | Sa              | Do              | Lu              | Ma              | Me              | Gi              | Ve              | Sa              | Do              | Lu              | Ma              |                 |
| Febbraio        | Me              | Gi              | Ve              | Sa              | Do              | Lu              | Ma              | Me              | Gi              | Ve              | Sa              | Do              | Lu              | Ma              | Me              | Gi              | Ve              | Sa              | Do              | Lu              | Ma              | Me              | Gi              | Ve              | Sa              | Do              | Lu              | Ma              |                 |                 |                 |                 |
| Marzo           | Me              | Gi              | Ve              | Sa              | Do              | Lu              | Ma              | Me              | Gi              | Ve              | Sa              | Do              | Lu              | Ma              | Me              | Gi              | Ve              | Sa              | Do              | Lu              | Ma              | Me              | Gi              | Ve              | Sa              | Do              | Lu              | Ma              | Me              | Gi              | Ve              |                 |
| Aprile          | Sa              | Do              | Lu              | Ma              | Me              | Gi              | Ve              | Sa              | Do              | Lu              | Ma              | Me              | Gi              | Ve              | Sa              | Do              | Lu              | Ma              | Me              | Gi              | Ve              | Sa              | Do              | Lu              | Ma              | Me              | Gi              | Ve              | Sa              | Do              |                 |                 |
| Maggio          | Lu              | Ma              | Me              | Gi              | Ve              | Sa              | Do              | Lu              | Ma              | Me              | Gi              | Ve              | Sa              | Do              | Lu              | Ma              | Me              | Gi              | Ve              | Sa              | Do              | Lu              | Ma              | Me              | Gi              | Ve              | Sa              | Do              | Lu              | Ma              | Me              |                 |
| Giugno          | Gi              | Ve              | Sa              | Do              | Lu              | Ma              | Me              | Gi              | Ve              | Sa              | Do              | Lu              | Ma              | Me              | Gi              | Ve              | Sa              | Do              | Lu              | Ma              | Me              | Gi              | Ve              | Sa              | Do              | Lu              | Ma              | Me              | Gi              | Ve              |                 |                 |
| Luglio          | Sa              | Do              | Lu              | Ma              | Me              | Gi              | Ve              | Sa              | Do              | Lu              | Ma              | Me              | Gi              | Ve              | Sa              | Do              | Lu              | Ma              | Me              | Gi              | Ve              | Sa              | Do              | Lu              | Ma              | Me              | Gi              | Ve              | Sa              | Do              | Lu              |                 |
| Agosto          | Ma              | Me              | Gi              | Ve              | Sa              | Do              | Lu              | Ma              | Me              | Gi              | Ve              | Sa              | Do              | Lu              | Ma              | Me              | Gi              | Ve              | Sa              | Do              | Lu              | Ma              | Me              | Gi              | Ve              | Sa              | Do              | Lu              | Ma              | Me              | Gi              |                 |
| Settembre       | Ve              | Sa              | Do              | Lu              | Ma              | Me              | Gi              | Ve              | Sa              | Do              | Lu              | Ma              | Me              | Gi              | Ve              | Sa              | Do              | Lu              | Ma              | Me              | Gi              | Ve              | Sa              | Do              | Lu              | Ma              | Me              | Gi              | Ve              | Sa              |                 |                 |
| Ottobre         | Do              | Lu              | Ma              | Me              | Gi              | Ve              | Sa              | Do              | Lu              | Ma              | Me              | Gi              | Ve              | Sa              | Do              | Lu              | Ma              | Me              | Gi              | Ve              | Sa              | Do              | Lu              | Ma              | Me              | Gi              | Ve              | Sa              | Do              | Lu              | Ma              |                 |
| Novembre        | Me              | Gi              | Ve              | Sa              | Do              | Lu              | Ma              | Me              | Gi              | Ve              | Sa              | Do              | Lu              | Ma              | Me              | Gi              | Ve              | Sa              | Do              | Lu              | Ma              | Me              | Gi              | Ve              | Sa              | Do              | Lu              | Ma              | Me              | Gi              |                 |                 |
| Dicembre        | Ve              | Sa              | Do              | Lu              | Ma              | Me              | Gi              | Ve              | Sa              | Do              | Lu              | Ma              | Me              | Gi              | Ve              | Sa              | Do              | Lu              | Ma              | Me              | Gi              | Ve              | Sa              | Do              | Lu              | Ma              | Me              | Gi              | Ve              | Sa              | Do              |                 |